# Siddhaur
Siddhaur è una suddivisione dell'India, classificata come nagar panchayat, di 10.745 abitanti, situata nel distretto di Barabanki, nello stato federato dell'Uttar Pradesh.